# Fin de la dynastie Han
Pour les articles homonymes, voir Han.
184–220
Entités précédentes :
- Dynastie Qin (-206)

Entités suivantes :
- Wei (220)
- Wu (220)
- Shu (220)

La période désignée sous le nom de Fin de la dynastie Han (Chinois simplifié : 汉朝末年, chinois traditionnel : 漢朝末年 , Pinyin : Hàncháo Mònián), ou Fin de la dynastie des Han orientaux (chinois simplifié : 东汉末年, chinois traditionnel : 東漢末年, Pinyin : Dōnghàn Mònián) va de 184 à 220, ce qui correspond à peu près au règne de Han Xiandi, le dernier empereur de la dynastie Han. Pendant cette période, les institutions de l'empire des Han, largement affaiblies au cours des décennies précédentes, s'effondrent à la suite du contrecoup de la révolte des turbans jaunes et à l'usurpation du pouvoir par le seigneur de guerre Dong Zhuo. Le pays éclate littéralement en une mosaïque de principautés, gérées par des seigneurs de guerre, dont la plupart sont des membres de la cour des Han. Avec le temps et après de nombreuses victoires, Cao Cao, un de ces seigneurs de guerre, réunifie petit à petit l'empire, en agissant officiellement au nom de l'empereur Xiandi. Mais dans les faits, c'est Cao qui tient les rênes du pouvoir. Sa tentative de reconstituer l'empire des Han est mise en échec en 208/209, lorsqu'il est vaincu à la bataille de la Falaise rouge par l'alliance de deux autres seigneurs de guerre, Sun Quan et Liu Bei. Dès lors, le nord de la Chine est entre les mains de Cao, pendant que Sun et Liu se partagent le sud. La Dynastie Han prend fin officiellement en 220, lorsque Cao Pi, le fils de Cao Cao, force l'empereur Han Xiandi à abdiquer en sa faveur. Cao Pi devient alors l'empereur d'un nouvel État, le Cao Wei. Un an plus tard, Liu Bei répond à cette usurpation du trône en se proclamant empereur du Shu Han et seul héritier légitime des Han. Enfin, en 229, Sun Quan finit par se proclamer empereur du Sun Wu, à la suite d'un conflit avec Cao Pi. L'abdication de Xiandi marque le début d'une nouvelle période de l'histoire de la Chine, connue sous le nom de période des Trois Royaumes. Elle s’achève en 280, lorsque le Wu, alors seul survivant de ces trois royaumes, est annexé par la nouvelle dynastie Jin.
Ces 40 ans de guerre civile peuvent aussi être considérés comme étant le véritable début d'une période de 3 siècles de division politique entre la Chine du Nord et la Chine du Sud, que l'historiographie classique désigne sous le nom de période des « Six dynasties » et fait habituellement débuter après l'abdication de Han Xiandi.

## La montée en puissance des seigneurs de guerre
En 184, éclate la rébellion des Turbans Jaunes, visant à renverser la dynastie Han, jugée décadente et corrompue par Zhang Jiao, le chef de la révolte, et ses fidèles. Incapable de réprimer cette nouvelle révolte, le pouvoir central lance un appel à la mobilisation, auquel répondent de nombreux généraux et futurs seigneurs de guerre. Les Turbans Jaunes finissent par être écrasés, mais cet appel aux pouvoirs locaux met en relief la faiblesse du pouvoir central et entache la fin du règne de l'empereur Han Lingdi. Bien des officiels de la cour des Han sentent que la Chine risque de sombrer dans le chaos après la mort de l'empereur. Pour aggraver la situation, malgré la mort des chefs de l'insurrection, de nombreuses révoltes locales continuent d'éclater et de se réclamer des Turbans Jaunes. Parallèlement, des peuples non-Han présents au sein de l'empire se rebellent également dans la province de Liang. Pour faire face à la situation, Liu Yan, un des conseillers de l'empereur, suggère en 188 à Lingdi de donner plus de pouvoirs aux Inspecteurs (刺史) chargés de la gestion des provinces, afin qu'ils puissent gérer les révoltes locales. Convaincu par Liu, l'empereur Han Lingdi transforme les Inspecteurs en « Gouverneurs » (牧) et leur donne le pouvoir de créer et collecter des impôts. Ceux situés aux frontières de l'empire reçoivent également le pouvoir de lever et commander des armées. Alors que Liu Yan devient Gouverneur de la Province de Yi, d'autres officiels de la cour deviennent également Gouverneur, dont Liu Yu qui se retrouve responsable de la Province de You. C'est grâce à ces pouvoirs accrus que les nouveaux gouverneurs de province pourront devenir plus tard des seigneurs de guerre et contrôler des portions entières de l'empire Han.

## Effondrement de l'autorité Impériale

### Luttes de pouvoir à la cour

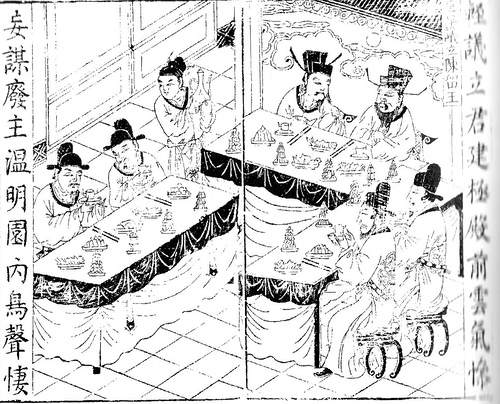
Image datant de la dynastie Qing, représentant le moment où Dong Zhuo annonce qu'il veut déposer l'empereur Shao

L'empereur Han Lingdi meurt en 189 et c'est son fils de 13 ans, Liu Bian, qui monte sur le trône et devient l'empereur Han Shaodi. L’impératrice He, la veuve de Han Lingdi, devient impératrice douairière et la régente du jeune empereur, pendant que le Général en chef He Jin, son frère aîné, devient l'homme politique le plus puissant de la cour impériale. He Jin et Yuan Shao projettent d'éliminer physiquement un groupe de dix eunuques très influents au sein de la cour. Comme l'impératrice douairière He s'oppose à ce projet, He Jin comment l'erreur de faire appel à Dong Zhuo, un seigneur de guerre qui contrôle la province de Liang, pour lui demander de marcher sur Luoyang, la capitale de l'empire, et menacer He pour la forcer à éliminer les dix eunuques. Ces derniers finissent par découvrir le complot de He Jin, et pénètrent dans le palais, puis l'assassinent. En réponse à ce meurtre, Yuan Shao prend la tête de la garde de l'empereur et ordonne le massacre de tous les eunuques du palais, sans distinction. Ceux qui survivent kidnappent le jeune empereur, ainsi que son frère de huit ans, le Prince de Chenliu, avant de s'enfuir vers le nord, jusqu'au fleuve Jaune, où ils finissent par se suicider en se jetant dans les eaux du fleuve.
C'est à ce moment-là que Dong Zhuo arrive sur place et trouve l'empereur Shao et le prince de Chenliu. Alors que le jeune empereur semble nerveux et craintif, le prince reste calme et donne l'ordre à Dong Zhuo de les escorter jusqu'au palais. Dong Zhuo saisit l'occasion de prendre le contrôle de l'empire et fait rentrer son armée dans la capitale, puis dépose Shao et le remplace par le prince de Chenliu, qui devient l'empereur Han Xiandi. Dong Zhuo prend le contrôle de la cour et se nomme "Premier Ministre des Han" (相國), un titre qui n'avait plus été porté depuis Xiao He, un homme politique de l'époque des Han Occidentaux. Dong Zhuo s’octroie également le privilège de pourvoir venir à la cour en armes et sans se déchausser.

### Résistance contre Dong Zhuo

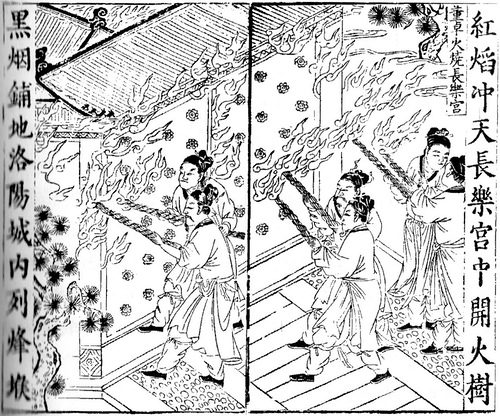
Image datant de la dynastie Qing, représentant les hommes de Dong Zhuo incendiant Luoyang

Pendant le printemps de l'année 190, plusieurs officiers provinciaux et seigneurs de guerre décident de former une coalition pour renverser Dong Zhuo, affirmant que ce dernier veut usurper le trône et a kidnappé l'empereur Xiandi. Yuan Shao, L'Administrateur de Bohai, est choisi pour être le chef de la coalition. Les armées de la coalition installent leur campement à Henei et semblent prêtes à marcher sur Luoyang, la capitale impériale. En réalité, la coalition est complètement désorganisée et Yuan Shao n'a aucun contrôle réel sur une bonne partie de ses alliés. De plus, les membres de la coalition hésitent à attaquer frontalement Dong Zhuo et sa puissante armée de la Province de Liang. De son côté, Dong Zhuo est anxieux et décide de déplacer la capitale à la ville de Chang'an, située plus à l'ouest, pour éviter d'affronter la coalition. Il met son plan en application un mois après l'arrivée des coalisés à Henei et oblige l'empereur, sa cour et tous les habitants de Luoyang à déménager à Chang'an. Pour couvrir cet exode, il fait incendier Luoyang et reste à proximité des ruines de l'ancienne capitale pour repousser toute attaque des coalisés. En 191, les membres de la coalition tentent de retirer toute légitimité à Dong Zhuo en offrant le trône à Liu Yu, qui, en tant que membre de la famille royale, peut légitimement prétendre au trône. Mais Liu Yu reste loyal à l'empereur Han Xiandi et décline la proposition de ses alliés. Pendant que les membres de la coalition continuent de se chamailler sur la stratégie à suivre, Sun Jian, un général de second plan au service de Yuan Shu, prend un risque calculé et attaque directement Dong Zhuo à proximité de Luoyang. Après avoir remporté plusieurs victoires contre les troupes de Dong Zhuo, Sun Jian finit par forcer ce dernier à se replier sur Chang'an, laissant Luoyang entre les mains de la coalition.
Dans les mois qui suivent cette victoire, la coalition ne tente plus rien contre Dong Zhuo. À la fin de l'année 191 elle se disloque, ses membres retournent dans leurs territoires respectifs. Très vite, un grand nombre d'officiels prennent le contrôle des territoires qu'ils gèrent et se mettent à agir comme des rois. À ce moment-là, les seigneurs de guerre les plus puissants sont :
- Yuan Shao, qui a pris le contrôle de la province de Ji[10] en 191, aux dépens de Han Fu
- Liu Yan, qui contrôle la province de Yi
- Liu Biao, qui contrôle la province de Jing[11]
- Yuan Shu, le demi-frère de Yuan Shao (Shao considère Shu comme étant son cousin), qui contrôle la zone située au sud de la rivière Huai[12]

À côté de ces puissants seigneurs de guerre existent de très nombreux petits seigneurs locaux, trop nombreux pour être recensés. Finalement, l'empire Han n'est plus qu'une mosaïque de principautés plus ou moins importantes.

## Mort de Dong Zhuo et poursuite des combats entre seigneurs de guerre

### Mort de Dong Zhuo
Après la retraite de Dong Zhuo sur Chang'an, ce dernier renforce son contrôle sur le gouvernement et élimine impitoyablement tous ceux qui s'opposent à lui. Wang Yun, le ministre de l'intérieur, Huang Wan (黃琬), Shisun Rui (士孫瑞), Yang Zan (楊瓚) et plusieurs autres officiels, planifient l'élimination de Dong Zhuo. Ils réussissent à persuader Lü Bu, le fils adoptif de Dong Zhuo, de rejoindre leur complot. Ce dernier accepte car il a une dent contre Dong depuis que ce dernier a manqué de le tuer dans un accès de rage et aussi parce qu’il craint que son père adoptif découvre qu'il sort avec une de ses servantes. En mai 192, les conspirateurs, dirigés par Lü Bu et Wang Yun, assassinent Dong Zhuo et éliminent physiquement tout son clan.

### Échec du retour à la normale
Après la mort de Dong Zhuo, tout le monde pense que c'est la fin du chaos causé par son "règne de terreur" et que le gouvernement central va retrouver son pouvoir et son assise. Rien de tout ceci ne se produit car, même si Wang Yun est un ministre compétent, il devient rapidement arrogant et commet de graves erreurs qui vont causer sa chute. Il n'arrive pas à garder de bonnes relations avec Lü Bu et refuse fermement d'accorder l'amnistie aux fidèles de Dong Zhuo qui ont survécu. À la place, il leur ordonne de se disperser, ce qui fait craindre aux hommes de Dong Zhuo de finir massacrés.Niu Fu, le gendre de Dong Zhuo, prend le contrôle des troupes de son beau-père stationnées dans la province de Liang et résiste à Wang Yun. Il finit tué dans un combat, par un tir venant de ses propres rangs.Li Jue, Guo Si et Fan Chou, les subordonnés de Niu Fu, veulent faire leur soumission à la cour impériale, mais comme ils ont résisté à Wang Yun, ce dernier rejette leur demande d'amnistie. En riposte à ce refus, Li Jue, Guo Si et Fan Chou marchent sur Chang'an avec leurs troupes et prennent le contrôle du gouvernement. Wang Yun est capturé et exécuté avec toute sa famille, pendant que Lü Bu s'enfuit après avoir été vaincu.

### Poursuite des combats entre seigneurs de guerre

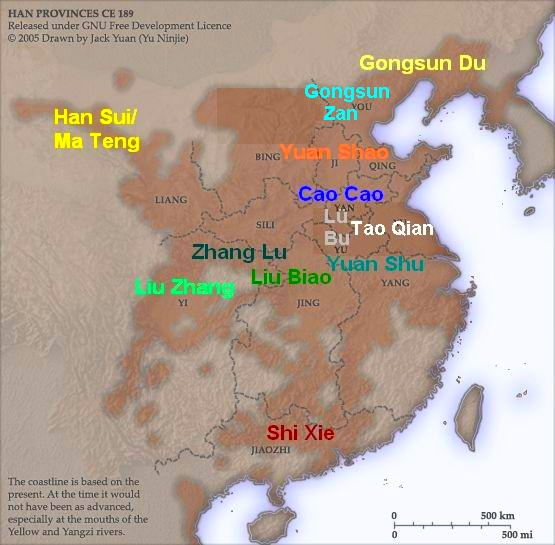
Les territoires des seigneurs de guerre en Chine, vers 194

Une fois maîtres de la cour impériale, Li Jue, Guo Si et Fan Chou agissent comme bon leur semble, sans se préoccuper des affaires de l'État. Dans le même temps, les seigneurs de guerre de toute la Chine luttent entre eux pour agrandir leur territoire ou pour des motifs personnels. Certains d'entre eux soutiennent Li Jue, d'autres lui sont hostiles, mais tous reconnaissent nominalement l'empereur Xiandi comme le légitime souverain de la Chine.
En 193, un conflit armé éclate entre deux seigneurs de guerre du nord, Liu Yu et Gongsun Zan. Liu Yu s'oppose fermement à l'usage continu de la force, alors que Gongsun Zan cherche en permanence à s'en prendre à Yuan Shao. La situation s'envenime lorsque Liu Yu et Gongsun Zan envoient à l'empereur des mémorandums dans lesquels ils s'accusent mutuellement de tous les crimes possibles. Finalement, Liu Yu n'arrive plus à tolérer la présence de Gongsun Zan et l'attaque, mais est vaincu et tué.
En 195, Chang'an sombre dans le chaos quand Li Jue et Guo Si s'allient pour tuer Fan Chou, avant d'entrer en conflit, l'un contre l'autre. Li Jue prend l'empereur en otage, pendant que Guo Si kidnappe les officiels de la cour. Ils commencent par se combattre, avant de conclure une paix dans le courant de l'année et de laisser l'empereur Xiandi retourner À Luoyang, l'ancienne capitale, avec toute sa cour. Rapidement, ils regrettent leur décision et se lancent à la poursuite de leurs ex-otages, mais en vain. Même si l'empereur et la cour sont sains et saufs à Luoyang, il ne trouvent que pauvreté et famine dans les ruines de la cité incendiée par Dong Zhuo. Aucuns travaux de reconstruction n'ayant été entrepris, la ville manque de tout, et bien des officiels meurent de faim ou sombrent dans le cannibalisme. C'est à cette époque que Ju Shou suggère à son maître Yuan Shao d'accueillir l'empereur Han Xiandi dans sa province, et ainsi prendre le contrôle du gouvernement. Cependant, Guo Tu et Chunyu Qiong s'opposent au plan de Ju Shou, expliquant que, si Yuan Shao ramène l'empereur sur son territoire, il devra le consulter à chaque fois qu'il voudra prendre une décision importante et devra respecter tous les jours le protocole de la cour. Devant ces avis contradictoires, Yuan Shao hésite et n'arrive pas à se décider pour savoir s'il doit accueillir l'empereur ou pas.

## Une lente réunification par Cao Cao

### L'empereur Han Xiandi, paravent des ambitions de Cao Cao
Pendant que Yuan Shao reste indécis, Cao Cao tire parti de la situation en invitant l'empereur sur son territoire. À cette époque, Cao Cao est un seigneur de guerre de second plan, qui ne contrôle que la province de Yan. En 196, il prend la tête de son armée et avance en direction de Luoyang. Il rencontre Dong Cheng et Yang Feng, qui protègent l'empereur Xiandi de Li Jue et Guo Si. À force de parlementer, il réussit à les convaincre de sa loyauté envers le trône impérial et est autorisé à rencontrer l'empereur. Peu de temps après son entrevue, Cao Cao escorte l'empereur et sa cour jusqu'à Xu, la ville à partir de laquelle il contrôle son territoire.
Dès lors, Xu devient la nouvelle capitale des Han et Cao Cao prend, de fait, le contrôle des affaires de l'État; même si officiellement il partage le pouvoir avec les autres officiels et les nobles. Afin de ne pas froisser les susceptibilités et pour éviter de rencontrer trop d'opposition, il traite les autres membres de la cour avec tout le respect dû à leur rang. En théorie, Cao Cao est toujours un sujet de l'empereur Xiandi, qu'il traite respectueusement et qu'il honore suivant le protocole impérial. Mais en réalité, c'est lui qui régit les affaires de l'État, contrôle la cour et rédige des édits impériaux au nom de l'empereur. Cao Cao utilise ces édits pour ordonner aux autres seigneurs de guerre de se soumettre à l'autorité impériale, alors qu'en réalité c'est devant la sienne qu'ils doivent s'incliner. Et ce n'est que lorsque Cao Cao lui envoie un de ces édits de soumission, que Yuan Shao réalise qu'il a perdu l'occasion d'utiliser l'empereur comme un moyen de contrôler les autres seigneurs de guerre.

### L'ascension vers le pouvoir de Cao Cao
Même après le déménagement à Xu, le gouvernement central doit toujours faire face à un manque de nourriture et d'argent. Suivant une suggestion de Zao Zhi (棗祇), Cao Cao lance une nouvelle politique de création de tuntian afin d'améliorer la production agricole : les soldats cultivent les champs lorsqu'ils ne combattent pas et la production est partagée entre les civils et les militaires. Cette politique donne de très bons résultats, et la région de Xu devient rapidement un grand centre agricole, ce qui résout la question de la nourriture.
À ce stade, les principaux seigneurs de guerre de la Chine sont :
- Yuan Shao, qui contrôle les provinces de Ji, Bing et Qing[16]. Certains de ces territoires sont gouvernés par Yuan Tan, Yuan Xi et Yuan Shang, ses trois fils, ainsi que Gao Gan, son neveu.
- Yuan Shu, qui contrôle la plus grande partie de l'actuelle province d'Anhui et une partie du Jiangsu
- Gongsun Zan, contrôle la province de You[17]
- Liu Biao, contrôle la province de Jing[18]
- Liu Zhang, contrôle la province de Yi[19]
- Lü Bu a pris le contrôle de la province de Xu[20], après en avoir chassé Liu Bei, le précédent gouverneur

Il y a bien d'autres seigneurs de guerre de moindre importance, que Cao Cao essaye de soumettre les uns après les autres. En 197, Zhang Xiu livre Wancheng à Cao Cao qui, peu de temps après, a une liaison avec la tante de Zhang, qui est veuve depuis peu. Fou de rage, Zhang se rebelle et lance une attaque surprise contre Cao Cao qui aboutit à la bataille de Wancheng. Cao Ang, le fils aîné de Cao Cao, Cao Anmin, son neveu et Dian Wei, son garde du corps, sont tués lors des combats et Cao Cao lui-même échappe de peu à la mort. Ce n'est qu'en 200 que, sur le conseil de Jia Xu, Zhang Xiu finit par se rendre à Cao Cao et implorer son pardon, qu'il obtient. Toujours en 197, Cao Cao réussit à convaincre Ma Teng et Han Sui de se soumettre à son pouvoir, ce qui lui assure le contrôle des provinces de Yong et Liang.
Cette même année, Yuan Shu, après avoir récupéré le sceau impérial, se proclame « Fils du Ciel » à Shouchun. Cet acte est perçu comme une trahison envers la dynastie Han et est utilisé comme une excuse par les autres seigneurs de guerre pour l'attaquer. Tout d'abord, il y a Sun Ce, le fils de Sun Jian, qui, après avoir réalisé de nombreuses conquêtes au Jiangdong entre 194 et 199, met fin à son alliance avec Yuan Shu et devient un seigneur de guerre indépendant. Ensuite, il y a Lü Bu, allié de Yuan pendant un temps, qui brise tout lien avec l'empereur autoproclamé et lui inflige une cuisante défaite près de Shouchun. Enfin, Cao Cao attaque également Yuan Shu et lui inflige une nouvelle défaite, qui contraint Yuan à fuir vers le nord pour tenter de rejoindre Yuan Shao. La route étant bloquée par ses ennemis, il fait demi-tour et meurt de maladie en 199, alors qu'il tente de retourner à Shouchun. Cao Cao en profite alors pour mettre la main sur le sceau impérial et en fait un nouvel instrument de légitimation de son pouvoir.
En 198, Yuan Shao tente de persuader Cao Cao de déplacer la capitale à Juancheng, qui est situé à proximité de son propre territoire. Comprenant que Yuan cherche surtout un moyen d'enlever l'empereur Han Xiandi, Cao Cao refuse. La même année, Cao Cao s'allie à Liu Bei pour attaquer Lü Bu. Les alliés de fraîche date infligent une défaite cinglante à Lü Bu lors de la bataille de Xiapi et le capturent avant de l'exécuter; ce qui laisse la province de Xu sous le contrôle de Cao.
En 199, Gongsun Zan se suicide en se jetant dans un brasier, après avoir été vaincu par Yuan Shao lors de la bataille de Yijing. Les territoires de Gongsun, situés à l'extrémité nord de l'empire, sont annexés par Yuan Shao. Ce dernier tourne alors son attention vers le sud et Cao Cao, qui commence à se tailler un empire dans les plaines centrales de la Chine. Yuan s'allie avec Liu Biao et se prépare à attaquer Cao Cao.

### La bataille de Guandu

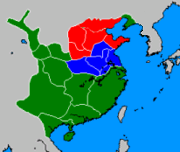
Territoires de Yuan Shao (en rouge) et de Cao Cao (en bleu) juste avant la bataille de Guandu.

Apprenant que leur maître prépare une nouvelle campagne, Ju Shou et Tian Feng vont voir Yuan Shao et lui conseillent d'attendre avant d'attaquer Cao Cao; car les soldats sont exténués après les combats contre Gongsun Zan et ont besoin de repos. Yuan Shao ne les écoute pas et continue ses préparatifs, car il est persuadé que sa supériorité numérique lui permettra de vaincre facilement l'armée de Cao Cao. Alors qu'il se prépare pour la bataille à venir, Cao Cao découvre que Dong Cheng, Liu Bei et quelques autres complotent contre lui. En effet, au début de l'année 200, Liu Bei a saisi l'occasion de rompre avec Cao Cao et de prendre le contrôle de la province de Xu en tuant Che Zhou (車冑), le gouverneur installé par Cao. Pendant ce temps, Dong Cheng et les autres planifient l'assassinat de Cao. Finalement, la trahison d'un serviteur permet à Cao Cao de découvrir le complot et les conspirateurs de la capitale finissent massacrés, ainsi que toutes leurs familles. Cao Cao prend alors le risque de marcher sur la province de Xu pour attaquer Liu Bei, ce qui laisse son flanc exposé à une attaque de Yuan Shao. Ce véritable "coup de poker" de Cao est payant, car Yuan Shao n'écoute pas son conseiller Tian Feng, qui le presse de profiter de la situation pour attaquer son ennemi. Liu Bei est vaincu et fuit vers le nord pour rejoindre Yuan Shao; pendant que Guan Yu, le général et frère juré de Liu, se rend et se met temporairement au service de Cao Cao.
Ce n'est qu’après la défaite de Liu que Yuan commence à appliquer son plan d'attaque contre Cao, mais Tian Feng s'oppose à nouveau à lui, disant qu'il est trop tard et que son maître a laissé passer le bon moment pour attaquer. À ce stade, Yuan Shao ne supporte plus les remontrances de Tian Feng et le fait emprisonner, avant de prendre la tête de son armée et partir vers le sud pour attaquer Cao Cao. Lors de la bataille de Boma, Yan Liang, un des généraux de Yuan Shao, est tué par Guan Yu, pendant que Wen Chou, un autre de ses généraux, est tué lors d'une attaque contre l'armée de Cao Cao. Le moral de l'armée de Yuan Shao est très affecté par ces deux morts.
À la fin de l'année, les armées de Yuan Shao et Cao Cao se retrouvent finalement face à face à Guandu, au sud du fleuve Jaune. Yuan Shao à deux avantages sur Cao Cao, la supériorité numérique et de meilleures réserves de vivres; mais les soldats de Cao sont mieux entraînés que les siens. Après quelques escarmouches sans importance, la situation se fige et les deux camps se retrouvent dans une impasse. C'est Cao Cao qui débloque la situation, en prenant la tête d'un petit groupe de soldats, pour mener une attaque surprise contre les dépôts de vivres de Yuan Shao, situés à Wuchao et défendus par Chunyu Qiong. Au lieu d'envoyer des renforts à Wuchao, Yuan Shao préfère envoyer Zhang He et Gao Lan attaquer le camp principal de l'armée de Cao Cao, mais en vain. La perte de Wuchao anéantit le moral de l'armée de Yuan Shao, qui finit par être mise en déroute par celle de Cao Cao. Yuan Shao s’enfuit au nord du fleuve Jaune, pendant que la plupart de ses soldats sont tués ou se rendent à Cao Cao. À partir de cette défaite, même si Yuan Shao reste un seigneur de guerre de premier plan, il n'a plus les moyens de contrer la montée en puissance de Cao Cao.

### La chute du Clan Yuan

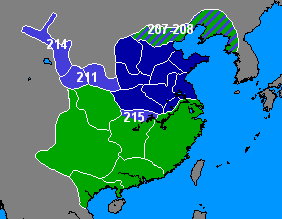
L'expansion du territoire contrôlé par Cao Cao, après la bataille de Guandu.

Yuan Shao meurt de maladie en 202, ce qui déclenche une véritable guerre de succession entre Yuan Tan, son fils aîné, et Yuan Shang, son troisième fils.
En effet, plusieurs années avant la mort de Yuan Shao, Yuan Tan avait été désigné comme héritier de son père, suivant en cela l'ordre de succession traditionnel qui favorise le fils aîné. Cependant, Yuan Shang était le favori de Dame Liu, l'épouse de Yuan Shao, ce qui poussa Yuan Shao à faire adopter Yuan Tan à titre posthume par son défunt oncle, Yuan Cheng (袁成). Yuan Shao a ensuite divisé son territoire entre ses fils et son neveu Gao Gan, en laissant entendre qu'il agissait ainsi pour tester les capacités de ses héritiers potentiels. Dès lors la province de Ji, la toute première à être passée sous le contrôle du clan Yuan, est confiée à Yuan Shang, celle de Qing à Yuan Tan, celle de You à Yuan Xi et celle de Bing à Gao Gan. Après ce partage, la situation reste figée et, comme Yuan Shao ne désigne aucun héritier de manière claire avant de mourir, son entourage se déchire après son décès. Parmi les proches du défunt, Pang Ji et Shen Pei se rangent du côté de Yuan Shang, pendant que Xin Ping et Guo Tu prennent le parti de Yuan Tan. Dans un premier temps, c'est le parti de Yuan Tan qui est le plus puissant, car ce dernier est le fils aîné, ce qui donne du poids à ses prétentions à l'héritage. Mais Shen Pei et Pang Ji ne restent pas inactifs et rédigent un faux testament qui fait de Yuan Shang le successeur légitime de Yuan Shao. Furieux, Yuan Tan lève des troupes pour attaquer son frère, en prenant comme prétexte une attaque contre Cao Cao; ce qui ne manque pas d'attirer l'attention de ce dernier. Cao n'étant pas dupe de ce qui se prépare au nord, il lance une attaque préventive contre Yuan Tan. Yuan Shang vole alors au secours de son frère aîné et les deux Yuan combattent ensemble contre Cao Cao lors de la bataille de Liyang.
En 203, Cao Cao remporte une importante victoire contre les Yuan, qui sont obligés de se replier sur Ye (鄴), la capitale de la province de Ji. Au début, Cao Cao pense à assiéger la ville , mais il se ravise lorsque Guo Jia lui conseille de se replier. Selon Guo, si Cao continue à agir de manière agressive contre les frères Yuan, ils vont oublier leurs rancœurs et faire front contre leur ennemi commun. Par contre, si Cao se replie et les laisse seuls face à face, les deux frères vont rapidement reprendre leurs querelles et se battre entre eux. Convaincu, Cao Cao se replie et la prédiction de Guo Jia se réalise rapidement, lorsque Yuan Tan, qui a toujours une dent contre Yuan Shang à cause de cette histoire d'héritage, attaque son frère. L'attaque échoue lorsque des soldats de la province de Qing désertent et rejoignent tous le camp de Yuan Shang, ce qui ne laisse pas d'autre choix à Yuan Tan que de s'enfuir à Pingyuan où il est rapidement assiégé par Yuan Shang. Dos au mur, Yuan Tan finit par demander de l'aide à Cao Cao, qui répond en marchant vers le nord avec son armée pour attaquer Ye, ce qui force Yuan Shang à lever le siège de Pingyuan pour aller protéger sa capitale. Au début de l'année 204, Yuan Shang croit à tort que Cao Cao s'est replié et retourne à Pingyuan pour attaquer son frère. Cao Cao, qui ne s'est absolument pas replié, en profite pour attaquer de nouveau Ye, ce qui force une fois de plus Yuan Shang à revenir en toute hâte pour défendre la ville. Il est battu par Cao Cao et doit s'enfuir vers le nord jusqu’à Zhongshan, pendant que Ye tombe aux mains de Cao et que Gao Gan livre la province de Bing à ce dernier.
Pendant que Cao Cao assiège Ye, Yuan Tan, au lieu de venir l'aider, préfère tenter de mettre la main sur les territoires contrôlés par Yuan Shang, en infligeant une défaite à ce dernier à Zhongshan. Yuan Shang s'enfuit vers le nord pour rejoindre Yuan Xi à la province de You, pendant que Cao Cao accuse Yuan Tan d'avoir rompu leur alliance et part en guerre contre lui. Cao s'empare de Nanpi, la dernière forteresse sous le contrôle de Yuan Tan et tue ce dernier. Au même moment, Jiao Chu (焦觸), un des hommes de Yuan Xi, se révolte et livre la province à Cao Cao, ce qui oblige les deux derniers membres de clan Yuan à s'enfuir toujours plus au nord pour rejoindre les tribus du peuple Wuhuan et leur chef Tadun. À la même époque, Gao Gan se rebelle contre Cao Cao, mais il est vaincu en 206 et meurt alors qu'il tente de s'enfuir vers le sud pour rejoindre Liu Biao.
En 207, l'armée de Cao Cao marche vers le nord pour attaquer les Wuhuan, et leur inflige une cuisante défaite lors de la bataille de la Montagne du Loup Blanc. Tadun est tué lors des combats, pendant que Yuan Xi et Yuan Shang s'enfuient pour aller se réfugier chez Gongsun Kang, un seigneur de guerre qui contrôle un portion de la Corée du nord et la plus grande partie de l'actuelle province de Liaoning. Lorsque les Yuan arrivent, Gongsun craint qu'ils ne tentent de prendre le contrôle de son territoire et/ou que Cao Cao n'arrive à la tête de son armée pour les capturer. Il fait donc exécuter les deux frères et envoie leurs têtes à Cao Cao comme preuve d'allégeance et de soumission. Dès lors, le clan Yuan est exterminé et la plus grande partie du nord de la Chine se retrouve sous le contrôle de Cao Cao.

## La campagne du Sud de Cao Cao

### La situation dans la Chine du Sud
Pendant toutes les années où il est occupé à réunifier le nord de la Chine, Cao Cao ne lance aucune offensive majeure en direction du sud. Plutôt que de se battre sur plusieurs fronts, il préfère attendre une occasion pour éliminer les trois plus puissants des seigneurs de guerre qui se dressent encore face à lui : Sun Quan, Liu Biao et Liu Zhang. Durant cette période de répit relatif, Sun Quan accélère le développement économique de ses terres du Jiangdong, qu'il a hérité de Sun Ce. Il développe également sa puissance militaire et, en 208, il réussit à vaincre et tuer Huang Zu, un vassal de Liu Biao, lors de la bataille de Xiakou. Il agrandit ses possessions en annexant la plus grande partie du territoire que possédait Huang au Jiangxia.
Lorsque Cao Cao s'en prend au Clan Yuan, après la bataille de Guandu, Liu Bei s'enfuit vers le sud et rejoint Liu Biao pour devenir son vassal. En 208, Cao Cao tourne son regard vers le sud et lance une campagne contre Liu Biao pour conquérir la province de Jing. À cette époque, Liu Biao est malade et mourant, ce qui provoque une crise de succession entre ses deux fils, Liu Qi et Liu Cong. En effet, après la mort de Huang Zu, Liu Biao désigne Liu Qi pour administrer la partie du Jiangxia que Sun Quan n'a pas annexée. De son côté, Liu Cong reste à Xiangyang, la capitale de la province de Jing, auprès de son père. Il doit cette faveur à dame Cai, la seconde épouse de Liu Biao, qui fait tout pour mettre Liu Cong en avant, depuis que ce dernier a épousé sa nièce. Le résultat de cette politique est que, lorsque son père vient à décéder, Liu Cong devient le nouveau gouverneur de la province de Jing. Sa situation reste instable, car il est menacé au nord par l'expédition de Cao Cao et au Sud-Est par son frère qui peut se rebeller à tout instant. Finalement, Liu Cong choisit de se rendre à Cao Cao et de devenir son vassal, ce qui donne à Cao le contrôle de la plus grande partie de la province de Jing. Cette reddition est une très mauvaise nouvelle pour Liu Bei qui, refusant de se rendre à Cao Cao, s'enfuit vers le sud avec ses troupes et un grand nombre de civils. Sur le chemin, une des unités de cavalerie légère de Cao Cao rattrape les fuyards et leur inflige une cuisante défaite lors de la bataille de Changban. Liu Bei s'enfuit de justesse et se replie sur Dangyang.
Pendant ce temps, au Jiangdong, Sun Quan se sent menacé par l'armée de Cao Cao qui approche de son territoire. Pour contrer l'avance de Cao, il envoie Lu Su négocier une alliance avec Liu Bei et Liu Qi, pendant que Cao envoie à Sun Quan une lettre pour l'intimider et l'amener à se soumettre. Selon les estimations, l'armée de Cao Cao est forte de 220000 hommes, ou 800000 si l'on en croit les déclarations de Cao. De son côté, Sun Quan a 30 000 hommes sous ses ordres, alors que les armées combinées de Liu Bei et Liu Qi ne dépassent pas les 10 000. Face à la supériorité numérique incontestable de Cao Cao, la plupart des conseillers de Sun Quan, y compris Zhang Zhao, le pressent de se rendre. Sun Quan refuse toute idée de reddition et se range à l'avis de Zhou Yu et Lu Su qui pensent que, même si Sun se rend, rien ne garantit que Cao Cao lui laissera la vie sauve. Fin 208, Sun Quan et Liu Bei finissent par conclure une alliance contre Cao Cao, grâce aux efforts de Zhou Yu, Lu Su et Zhuge Liang.

### Bataille de la Falaise Rouge

Bataille de la Falaise Rouge et retraite de Cao Cao.

Sun Quan fait de Zhou Yu le commandant en chef de ses 30000 soldats, dont la plupart sont des marins en poste sur des navires de guerre. Zhou Yu choisit de s'installer sur un point facile à défendre, et agit en coordination avec Liu Bei, dont l'armée prend position sur la terre ferme. Au même moment, les troupes de Cao Cao sont affaiblies par leurs longues semaines de marche forcée vers le sud et une épidémie de maladie tropicale. Voulant profiter de cette faiblesse, Huang Gai, un des officiers de Zhou Yu, fait semblant de faire défection au profit de Cao Cao, qui l'accueille sans soupçonner qu'il s'agit d'un piège. Huang Gai part en direction du camp de Cao Cao avec un escadron de navires, et, dès qu'il approche de la flotte ennemie, il donne l'ordre à ses hommes d'incendier les navires, avant de les envoyer s'écraser contre les navires de Cao. Le feu s'étend rapidement et détruit complètement la flotte de Cao Cao, pendant que les forces terrestres de ce dernier stationnées à Wulin sont attaquées et vaincues par les troupes de Sun Quan et Liu Bei. La bataille de la Falaise rouge se conclut par une défaite dramatique pour Cao Cao, qui est forcé de se replier vers le nord, jusqu'à Jiangling,.

## L'émergence des trois Royaumes

### Conquête de la province de Jing par l'alliance Sun-Liu
Immédiatement après la bataille de la Falaise rouge, l'armée de Sun Quan, dirigée par Zhou Yu, attaque à nouveau Cao Cao, ce qui aboutit à la bataille de Jiangling. Dans le même temps, Liu Bei saisit l'occasion d'attaquer les quatre commanderies de Wuling, Changsha, Lingling et Guiyang, situées au sud de la province de Jing, et en prend le contrôle. Finalement, au début de l'année 209, Cao Cao a perdu la plus grande partie de la province de Jing au profit des alliés.
Après sa conquête des quatre commanderies, Liu Bei gagne en puissance, ce qui commence à inquiéter Sun Quan, qui décide de renforcer l'alliance en mariant Sun Shangxiang sa sœur cadette, à Liu. Ce mariage ne suffit pas à apaiser les craintes de Zhou Yu, qui se demande quelles sont les réelles intentions du nouveau beau-frère de son seigneur. Il suggère à Sun Quan de capturer Liu, de l'assigner à résidence et de prendre le contrôle de ses troupes. Sun rejette cette idée, car, selon lui, l'armée de Liu Bei se rebellera, même si le plan réussit. Par contre, il donne le feu vert à Zhou Yu lorsqu'il vient lui exposer un plan consistant à attaquer les seigneurs de guerre Liu Zhang et Zhang Lu pour annexer leurs territoires; soit une grande partie du sud-ouest de la Chine, comprenant ce qui correspond actuellement au sud du Shaanxi et au bassin du Sichuan. Ce plan est abandonné lorsque Zhou Yu meurt en 210, ce qui n’empêche pas Sun Quan d’agrandir son domaine vers le sud, en soumettant des seigneurs locaux et en annexant leurs domaines situés dans ce qui correspond actuellement au Guangdong, au Guangxi et au nord du Vietnam. Sun Quan finit par accepter de "confier provisoirement" le nord de la province de Jing à Liu Bei; ce qui ne l’empêche pas, dans un deuxième temps, de se plaindre du manque de ressources en nourriture de la partie sud de la ladite province.

### Conquête de la province de Yi par Liu Bei
Cao Cao, après avoir passé plusieurs années à reconstituer son armée, repart en guerre en 211, cette fois pour s'en prendre à Zhang Lu, qui est stationné à Hanzhong. Les seigneurs de guerre Han Sui et Ma Chao, qui sont les maîtres des provinces de Liang et Yong, craignent que Cao Cao en profite pour les attaquer avant de s'en prendre à Zhang Lu. Ils s'allient et regroupent leurs forces au col de Hangu, où ils sont vaincus par Cao Cao lors de la bataille du col de Tong en 211. Finalement, la prédiction des deux seigneurs de guerre se réalise lorsque Cao Cao annexe leurs deux provinces dans les années qui suivent leur défaite.
Vu l'évolution de la situation, Liu Zhang, qui dirige la province de Yi, finit par craindre d’être attaqué par Zhang Lu et Cao Cao. Il décide d'envoyer Fa Zheng inviter Liu Bei à pénétrer sur son domaine, afin de l'aider à contrer une éventuelle attaque. Liu Zhang n'a pas choisi le bon émissaire, car Fa Zheng, lassé de la manière dont son maître gère ses domaines, presse Liu Bei de saisir cette occasion et de prendre le contrôle de la province de Yi. Liu Bei tient compte de la suggestion de Fa Zheng et fait rentrer son armée dans la Province de Yi, où il reçoit un accueil chaleureux de la part de Liu Zhang. Zhang envoie Bei installer son campement au col de Jiameng, situé dans la partie septentrionale de Yi, pour résister à une éventuelle attaque de Zhang Lu.
Au fil du temps, la tension monte entre Liu Bei et Liu Zhang, au point qu'en 212, la guerre éclate entre les deux seigneurs de guerre. Zhuge Liang prend la tête d'un détachement que Liu avait laissé en garnison à la province de Jing, et part rejoindre son Seigneur pour attaquer Liu Zhang, en laissant derrière lui Guan Yu, chargé de la défense de la Province. En 215, Liu Bei a fini par vaincre la plus grande partie des troupes de Liu Zhang et assiège ce dernier dans Chengdu, sa capitale. Liu Zhang finit par se rendre et Liu Bei devient le nouveau seigneur de la Province de Yi, dont il fait sa nouvelle base. Le grand avantage de cette province pour Liu, ce sont les montagnes environnantes, qu'il utilise comme des remparts naturels contre les armées de Cao Cao.
La même année, les relations diplomatiques entre Liu Bei et Sun Quan se détériorent, lorsque Liu refuse de rendre la Province de Jing, qu'il a "empruntée" à Sun cinq ans plus tôt. Sun Quan lance une première attaque contre Guan Yu et annexe rapidement une grande partie de la Province de Jing. Toutefois, après des négociations entre Guan Yu et Lu Su, Liu Bei accepte d'abandonner les trois commanderies de Jiangxia, Changsha et Guiyang à Sun Quan, et renouvelle leur alliance en divisant la Province de Jing entre eux, en prenant la rivière Xiang comme frontière.

### Campagne de Hanzhong
Toujours en 215, Cao Cao attaque Zhang Lu et le bat lors de la bataille de Yangping. Zhang Lu se rend et son territoire, centré sur Hanzhong, est annexé par Cao. Alors que ses conseillers lui suggèrent de continuer vers le sud et d'attaquer Liu Bei, Cao Cao préfère se replier et laisse Xiahou Yuan derrière lui pour défendre Hanzhong, avec un petit détachement sous ses ordres. L'année suivante, Cao Cao force l'empereur Han Xiandi à lui donner le titre de "Roi de Wei", ce qui, en théorie, fait de Cao un roi-vassal de l'empereur. Dans les faits, plus le temps passe et plus le train de vie de Cao Cao ressemble à celui d'un empereur.
En 217, Liu Bei lance une campagne pour ravir Hanzhong à Cao Cao. Ce n'est qu'en 219, lorsque Xiahou Yuan est vaincu et tué lors de la bataille du Mont Dingjun, que Cao Cao s’inquiète de la situation et marche vers le sud à la tête de renforts. La situation sur le terrain tourne rapidement à l'impasse, chaque camp restant sur ses positions, sauf à l'occasion d'une escarmouche sans réelles conséquences, lors de la bataille de la rivière Han. Ne voyant aucune issue favorable se dessiner et jugeant que Hanzong ne vaut pas tant de sacrifices; Cao Cao se replie et laisse la ville à Liu Bei, qui se proclame "Roi de Hanzhong" après sa victoire.

### Rupture de l'alliance Sun–Liu
À peu près à l'époque ou Liu Bei attaque Hanzhong, Guan Yu attaque lui aussi une ville tenue par Cao Cao, en quittant la province de Jing par le nord pour aller prendre Fancheng, qui est défendue par Cao Ren. Pendant que Cao Ren ne ménage pas ses efforts pour défendre la ville, Guan Yu assiège Fancheng, et la situation devient assez critique pour que Cao Cao envisage de déplacer la capitale.
Au même moment, Sun Quan s'irrite de plus en plus contre Guan Yu, car ce dernier s'était déjà montré hostile, voire insultant à son égard à trois reprises : d'abord, Guan avait chassé les mandarins que Sun Quan avait envoyés pour prendre la direction de la province de Jing à la place de Liu Bei. Ensuite, au début de sa campagne contre Fancheng, il avait pris de force des vivres que Sun Quan avait entreposés dans une de ses bases. Enfin, Guan Yu avait ridiculisé Sun Quan en rejetant grossièrement une proposition de mariage entre sa fille et le fils de Sun.
En guise de représailles, lorsque Guan Yu s'attaque à Fancheng, Sun Quan envoie le général Lü Meng conquérir la partie de la Province de Jing contrôlée par Liu Bei. La province tombe en quelques semaines et le moral des troupes de Guan Yu s'effondre, au point que, désertions après désertions, Guan se retrouve avec seulement 300 hommes sous ses ordres. Isolé et assiégé à Maicheng par les forces de Sun Quan, Guan Yu tente de briser le siège, mais finit par tomber dans une embuscade et est capturé. Comme Guan Yu refuse de se rendre, il est finalement exécuté sur ordre de Sun Quan, ce qui marque la fin de l'alliance entre Sun et Liu Bei. Sun Quan se soumet nominalement à Cao Cao et lui envoie la tête de Guan Yu comme preuve de soumission. Il obtient en retour le titre de « Marquis de Wu ». Dès lors, il exhorte Cao Cao à déposer l'empereur puis à monter sur le trône impérial, ce que Cao refuse.

## Abdication de l'empereur Han Xiandi
Cao Cao meurt en mars 220 et son fils Cao Pi hérite du titre de « Roi de Wei », sans attendre l'autorisation formelle de l'empereur Xian. Au cours de l'hiver 220, l'empereur Xian envoie le sceau impérial à Cao Pi et publie un édit annonçant qu'il abdique en faveur de ce dernier. Symboliquement, Cao Pi refuse formellement de monter sur le trône par trois fois, puis accepte la quatrième fois. La dynastie Han prend officiellement fin à ce moment-là et Cao Pi fonde le royaume de Wei, ou Cao Wei, en déplaçant la capitale de Xu à Luoyang. L'ancien empereur Xiandi devient le « Duc de Shanyang », un titre qu'il porte jusqu'à sa mort en 234.
En 221, Liu Bei se déclare à son tour empereur à Chengdu et fonde le royaume de Shu, ou Shu Han. Dans un premier temps, Sun Quan reste nominalement un vassal de Cao Pi, qui lui donne le titre de "Roi vassal de Wu" en décembre 221. En 222, Sun Quan se proclame roi d'un nouvel État indépendant, le royaume de Wu, ou Sun Wu, mettant ainsi fin à sa vassalité de façade. Enfin, en 229, Sun Quan se déclare officiellement empereur de Wu.
La dynastie Han est définitivement morte, c'est le début de la période des Trois Royaumes de Chine.